# Палец (на авианосце)

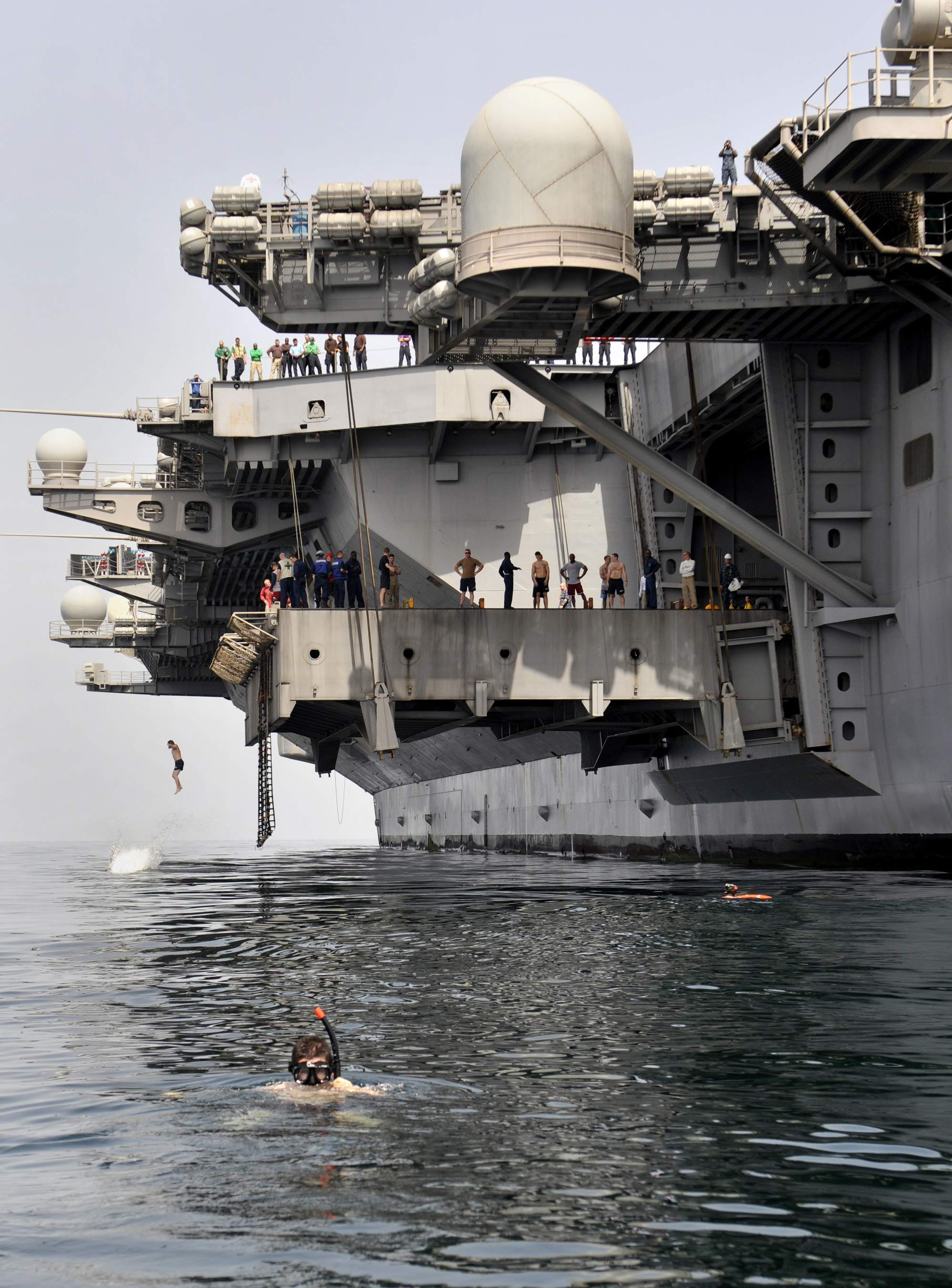
Опущенный элеватор №4 (в центре), «палец» с консольно закреплённым радаром (вверху на переднем плане)

«Палец» (англ. Finger) — традиционное в ВМС США название для небольшого участка палубы авианосца в виде узкой вытянутой трапеции позади 4-го элеватора. Места на этом участке хватает только для того, чтобы припарковать один самолёт.
На некоторых авианосцах на «пальце» консольно закрепляется площадка для радара.
На авианосцах типа «Джеральд Форд» планируется увеличить вместимость этого участка палубы до двух самолётов.

## Фото

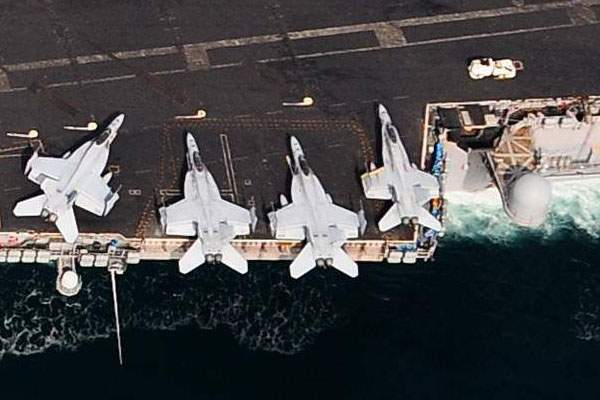
F/A-18 припаркован на «пальце» (справа)
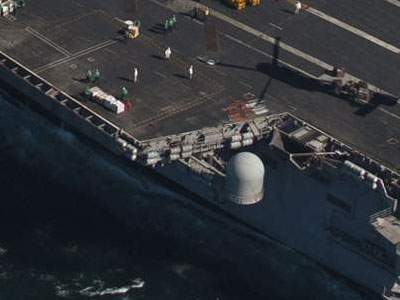
«Палец» (в центре) и 4-й элеватор
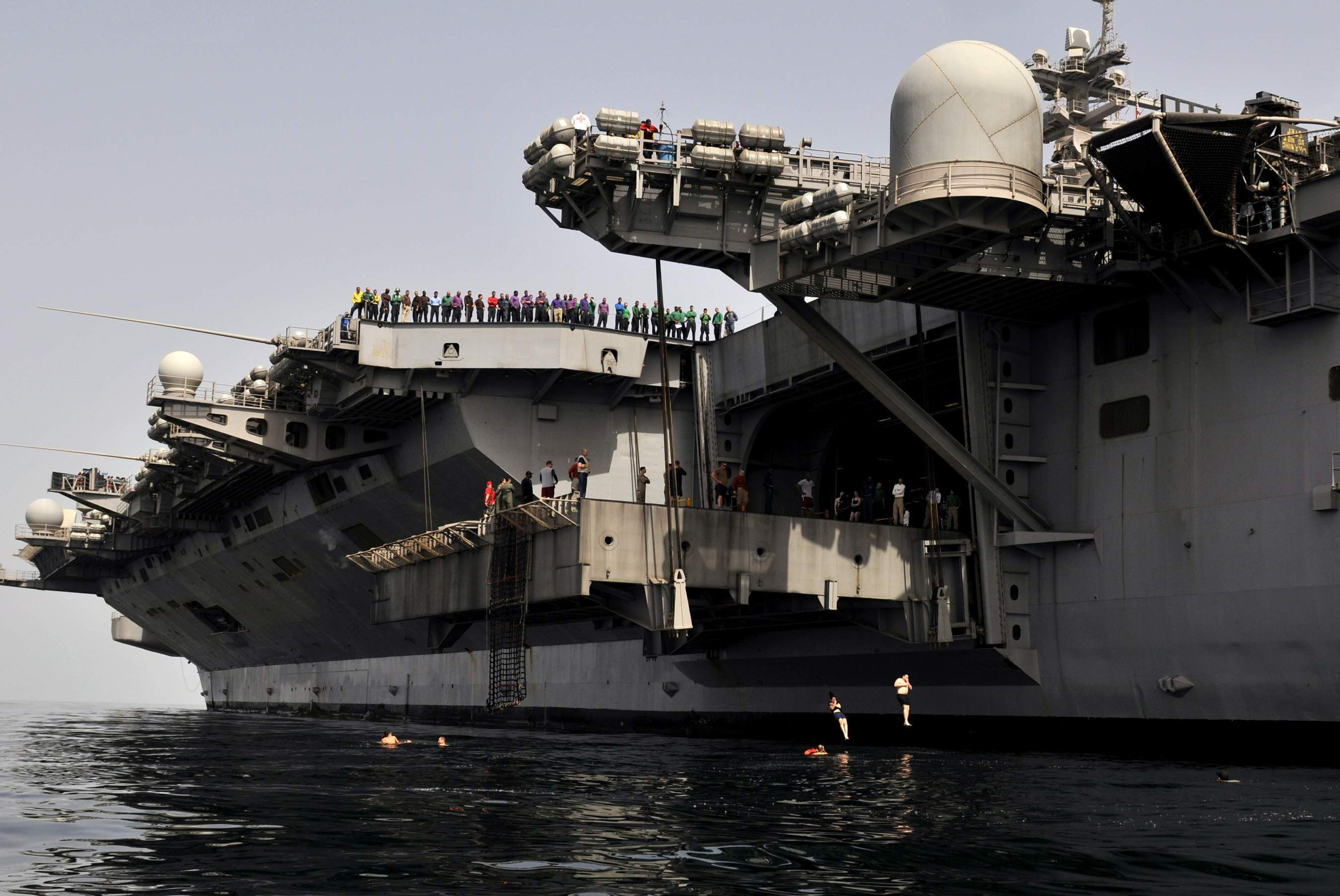
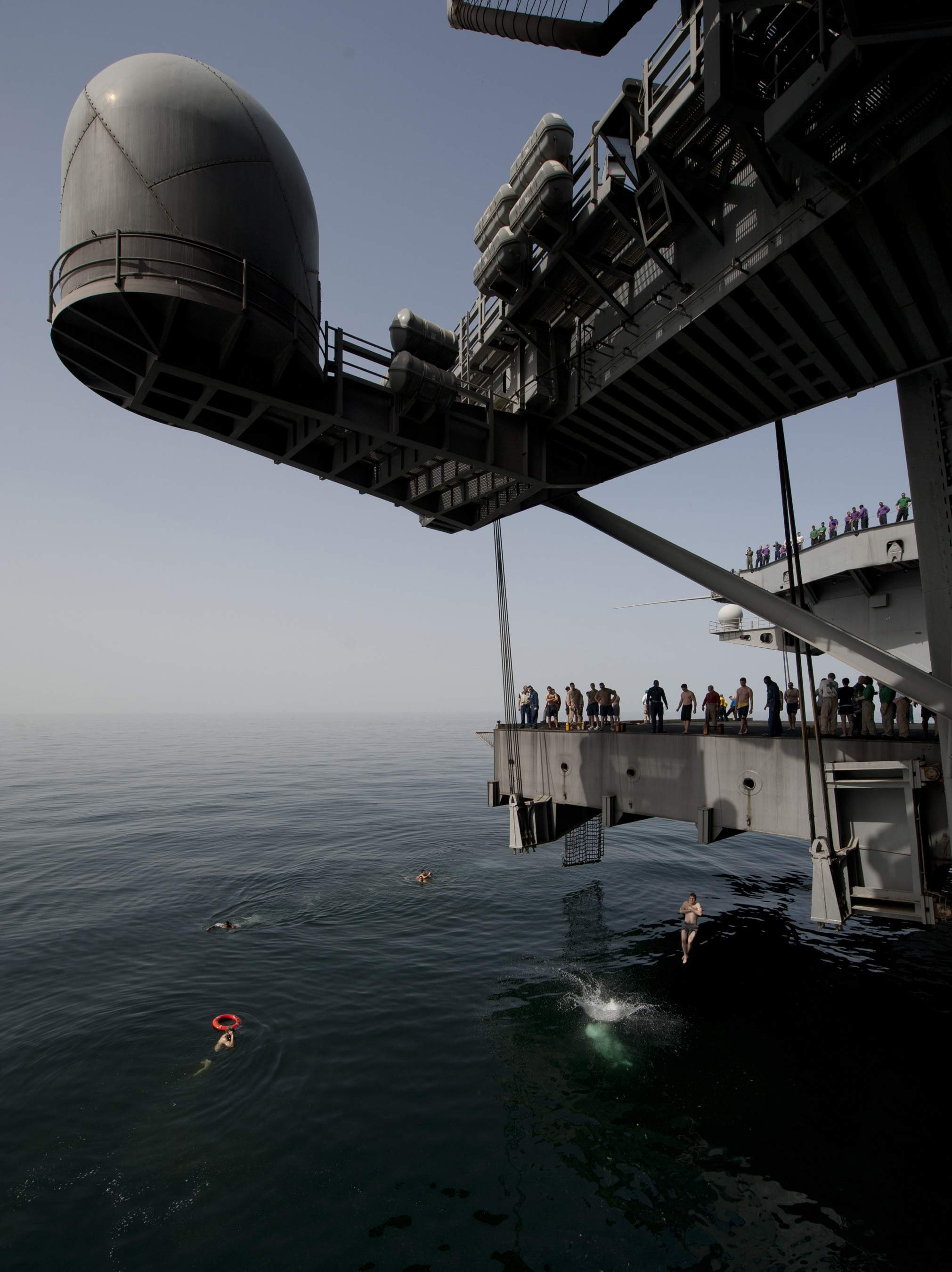
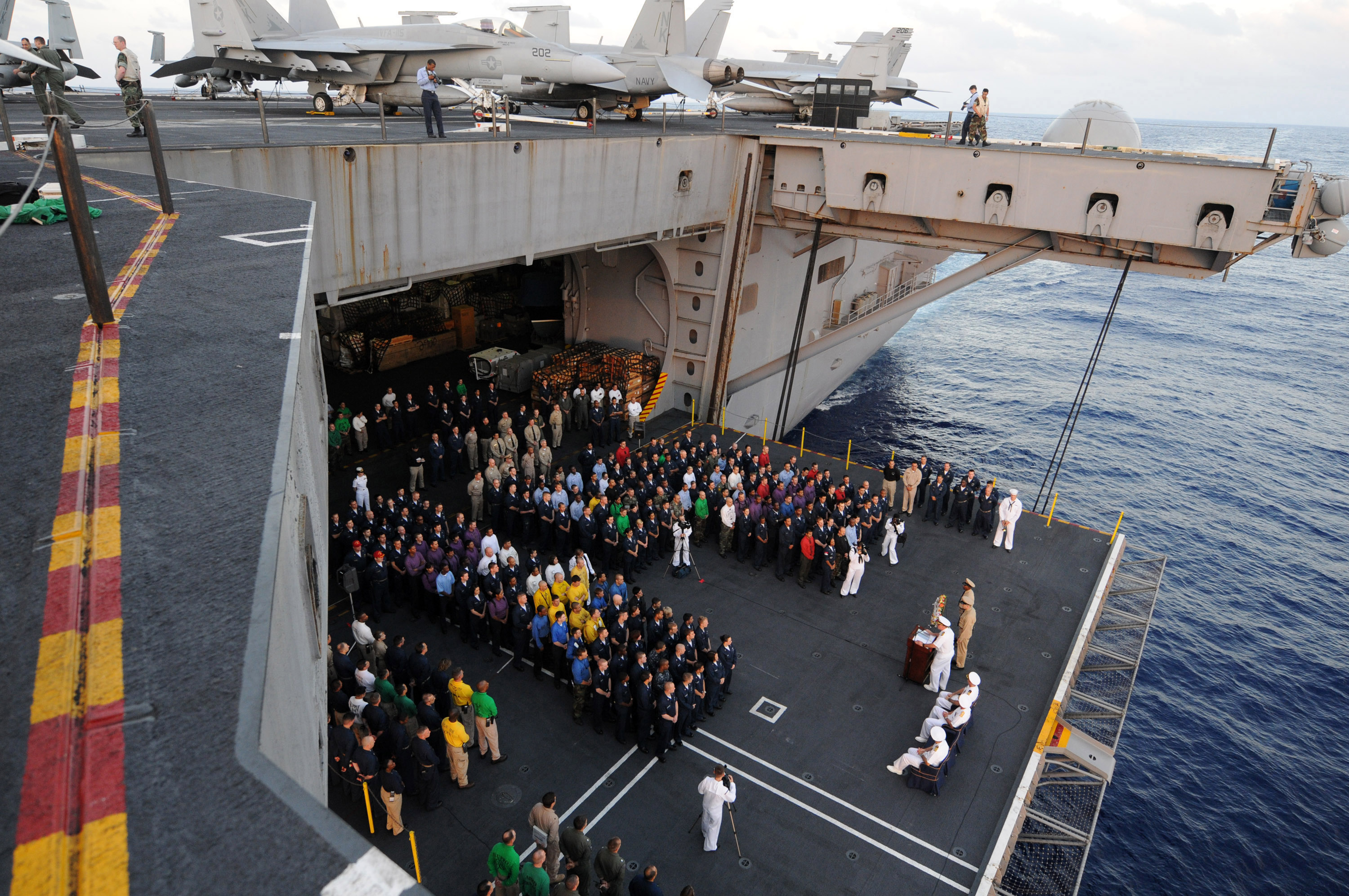